# SN 2002lf
SN 2002lf – supernowa odkryta 13 maja 2002 roku w galaktyce A135050+0942. W momencie odkrycia miała maksymalną jasność 19,90m.